# Bolscharnier
Een bolscharnier is een verbinding tussen twee constructie-elementen die geen verplaatsing (translatie) toelaat maar wel draaiing (rotatie) in drie dimensies.  Het ene element heeft een bolvormig deel, de "kogel", en het andere element bevat een concaaf deel, de "kom", dat om het kogelgedeelte kan draaien.
Een kogelgewricht kan worden beschouwd als een variant van een bolscharnier.
De grootste bolscharnieren ter wereld, met een kogel met een diameter van 10 meter, zijn toegepast in de beide deuren van de Maeslantkering, de beweegbare stormvloedkering in de Nieuwe Waterweg bij Hoek van Holland.